# Prudérnost
Prudérnost či pruderie nebo prudérie je vlastnost, kdy člověk přepjatě trvá na zachovávání morálních a zvykových pravidel, především ve vztahu k sexualitě. Může se jednat o falešný stud. V širším smyslu se jedná o snahu vymýtit z veřejného a zčásti i soukromého prostoru jakékoli projevy sexuality.
Kořen slova pochází z francouzského preux (zdatný, odvážný) a vyvinul se ze starofrancouzského prodefemme (ctnostná žena).